# Staller Sattel
Le Staller Sattel (passo Stalle en italien) est un col alpin des Alpes orientales centrales situé à 2 052 mètres d'altitude à la frontière entre l'Italie et l'Autriche qui met en communication la vallée d'Anterselva avec le Defereggental.

## Géographie

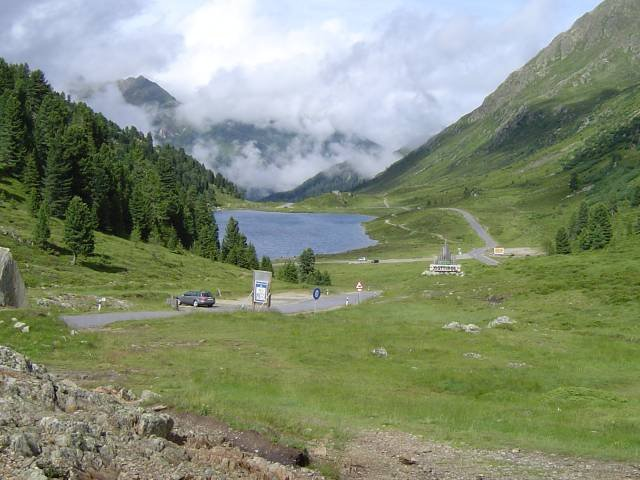
Vue vers le Defereggen (Autriche).

La route du val d'Anterselva (Antholzer Tal) quitte la route du val Pusteria et monte en direction du col puis redescend en serpentant sur le versant autrichien dans les paysages de la Defereggental rejoignant en vallée à Erlsbach (commune de Sankt Jakob in Defereggen) la route qui va de Lienz à la fin du val Pusteria et Kitzbühel.
La route du côté italien est transformée en piste de bobsleigh entre le col lui-même et le lac d'Anterselva. La longueur de la piste est de 4,7 km et le dénivelé est de 362 m. La montée au col à pied prend de l'ordre de 1 h 30.
Sur le versant italien se trouvent des casernements datant de la Seconde Guerre mondiale qui ont été réutilisés ultérieurement. Une configuration similaire est présente au Klammljoch (passo Gola).

## Gestion du trafic

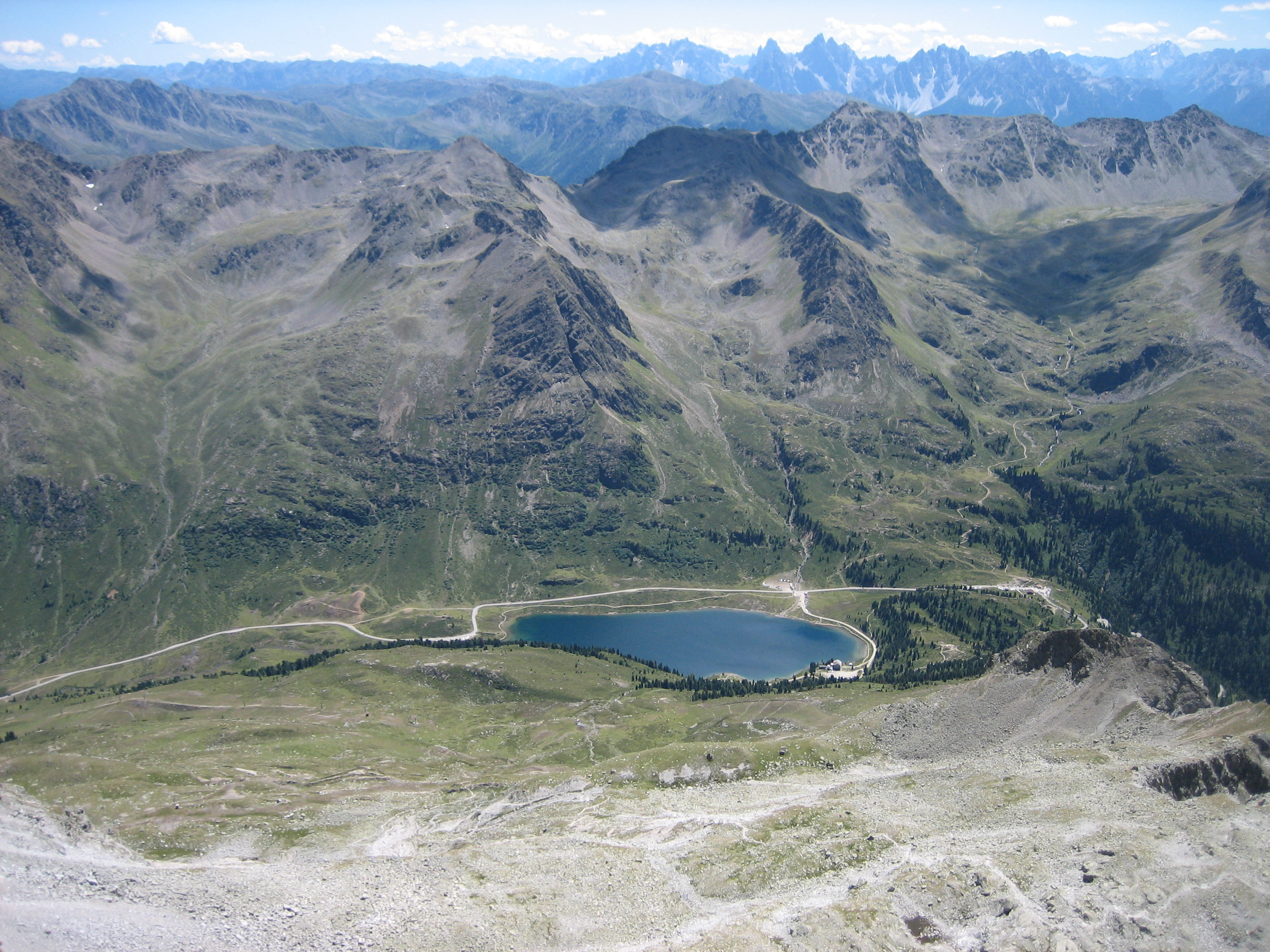
Vue du Staller Sattel avec le lac Obersee depuis le sommet de l'Almerhorn.

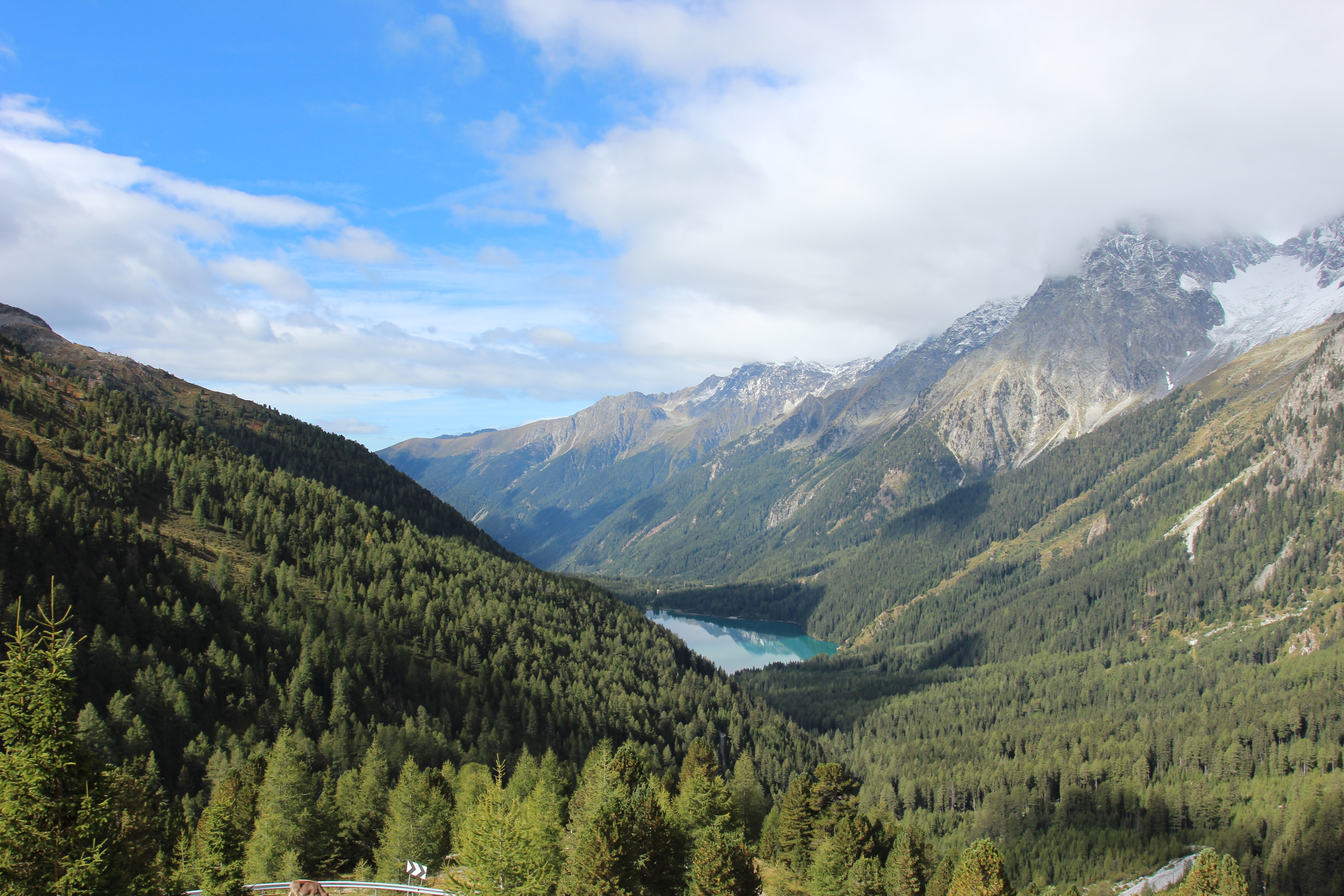
Panorama du col.

Le trafic automobile est à double sens sur le versant autrichien. Cependant, sur le versant italien le trafic est à sens unique alterné sur 5 km environ entre le col frontière et le lac d'Anterselva à cause de l'étroitesse de la route (environ 2,5 m). La régulation du trafic est effectuée à l'aide de 2 feux de circulation rouge/vert placés au col et au voisinage du lac.
Pour plus de précision, pendant le premier quart d'heure de la tranche horaire (des minutes 0 à 15), le passage est autorisé vers le sud (de la frontière au fond de vallée italien), tandis que pendant le troisième quart d'heure (des minutes 30 à 45), l'accès vers le nord est permis (du fond de vallée italien à la frontière). Entre ces intervalles, aucune entrée est permise sur ce tronçon de route pour que le trafic engagé puisse s'écouler. Le temps de transit est de 10 minutes environ pour une vitesse moyenne de 30 km/h.
Le col est ouvert de 6 h à 22 h 15. En particulier, il est ouvert de 6 h à 21 h 15 en direction du sud (vers l'Italie) et de 6 h 30 à 21 h 45 en direction du nord (vers l'Autriche). Pendant la saison hivernale, le col est toujours fermé à cause du danger d'avalanches.
En 2007, un projet de péage fut envisagé, mais il n'a pas été donné suite.